# Baunti
Baunti (ukr. Баунті) je páté studiové album ukrajinské popové hudební skupiny Made in Ukraine, vydané roku 1999. Jedná se o první album se zpěvačkou Tetjanou Dehtjarovou, která jako jediná ve skupině zůstala dodnes.

## Videoklipy
K písním Пригадай a Чому щастя не для мене byly téhož roku natočeny videoklipy. Jedná se o první ukrajinské hudební klipy, kde byla použita počítačová grafika.

## Seznam skladeb
Strana A
1. Чебурашка (3:45)
2. Знаю! (3:10)
3. Любов (3:57)
4. Чому щастя не для мене (3:56)
5. Без сумніву (3:23)
6. Все, все, все (3:50)
7. Вірю — не вірю (4:25)

Strana B
1. Тато Аліси (1:39)
2. Вічно молодий (4:13)
3. Перша любов (4:07)
4. Синьоокий мій (3:41)
5. Дай мені слово (4:53)
6. Ти і я (4:35)
7. Пригадай (3:37)

## Výroba alba
- Н. Байдал — hudba a texty
- А. Босенко — hudba a texty
- Антон Коффін — zvuková režie
- Руслан Рисенко — vokál
- Тетяна Дегтярьова — vokál